# Meelva (Lihula)
Meelva – wieś w Estonii, w prowincji Lääne, w gminie Lihula. W 2006 roku wieś zamieszkiwało 36 osób.